# Louis Legrand de Boislandry
Pour les articles homonymes, voir Louis le Grand.
François Louis Legrand de Boislandry né à Paris le 5 mai 1750 et  mort au Château de Champgueffier à La Chapelle-Iger (Seine-et-Marne) le 28 octobre 1834, est un négociant, banquier, économiste qui fut échevin de Versailles (1788-1789) puis député du Tiers état aux États généraux.

## Biographie

### Jeunesse et études
Il appartenait à une famille normande, de la ville de L'Aigle (Orne). Marié (à Paris en 1774) à Julie Le Grand de Boislandry, sa cousine germaine, fille de Jean Mathieu Legrand de Boislandry, banquier à Paris, et de Charlotte Collombel du Bois-Aulard. 
L’État de la Maison du Roi Louis XVI daté du 1er juillet 1776 cite Louis Legrand de Boislandry parmi ses 12 porteurs. Deux de ses cousins germains étaient officiers et servaient dans les gardes du corps du roi, compagnie de Luxembourg. 

### Sous l'ancien régime
Le 12 janvier 1783, Louis-Guillaume Le Veillard, de Passy, écrit une lettre à Benjamin Franklin de la part de « Louis de Boislandry, marchand de l’Aigle » qui désire s’entretenir avec Franklin. D’après l’Almanach de Versailles pour 1789, il était négociant en gros et membre du Conseil Municipal de cette ville. Divers actes et comptes indiquent qu’il était en même temps banquier, intéressé à l’armement de navires, et à diverses autres entreprises, telles que la fameuse Caisse d'escompte de Paris. 
À la veille de la période révolutionnaire, il publie plusieurs opuscules, en particulier des Vues impartiales sur l’établissement des assemblées provinciales (1787), une Lettre ouverte sur les préparatifs des élections de 1789 (rédigée en collaboration avec le versaillais Laurent Lecointre, futur commandant de la Garde nationale, président de l'administration du département de Seine-et-Oise et député à la Législative, puis à la Convention) et l'un des projets de Déclaration des Droits de l’Homme et du Citoyen. 
De ce dernier on peut citer un article, dont l'esprit a été retenu : « Tous les hommes ne naissent pas égaux en force, en richesses, en intelligence, en adresse, en esprit, en talent : mais ces inégalités disparaissent devant la loi ».

### Aux États généraux
Il fut élu député aux États généraux pour la vicomté et prévôté de Paris hors les murs (face à un candidat Le Couteulx, célèbre famille de banquiers originaire de Rouen). Ayant constaté l’insuffisance de la police versaillaise et de la garde du château, il proposa de créer un corps franc qui aurait mission de veiller à la sécurité de la personne du Roi. Ce projet fut adopté et son exécution conduisit à la réorganisation des Gardes nationales de Versailles. Mais l’opération fut tardive et défectueuse. 
Nommé membre du Comité ecclésiastique et du Comité des finances, il déploya une grande activité, surtout dans le second. Diverses affinités le rapprochèrent de La Fayette dont il suivit la politique et avec lequel il fit partie du Club des Feuillants. Il se signala par un discours contre l’accroissement des assignats (10 septembre 1790) et par diverses interventions en matière administrative et économique, notamment contre les octrois et droits de douane. 
Le 30 novembre 1790, à la tribune de l'Assemblée, parlant de 1789 et visant Necker, il déclare : « A force de précautions et de cris d'alarme, on parvint à créer une famine d'opinion, plus terrible que si elle eût été réelle ».
Il a particulièrement combattu l’inflation monétaire à cause des misères et des injustices qui finissent par en résulter, et qui pèsent le plus lourdement sur la partie la plus pauvre de la nation. Cf. ses opuscules Sur les assignats (1790) et Observations sur les dangers du papier-monnaie et sur l’insuffisance de cette ressource (s.d.). La Constituante s’étant dissoute, il se retira de la vie publique.

### L'émigration
Le 14 pluviose an II, le Comité de l’Emigration et des Étrangers de la commune de Rouen informe le Président de la section des Lombards de la requête de Legrand de Boislandry de s’établir à Rouen, et demande des renseignements sur son compte. Il demeure normalement à Paris, no 230 (ou no 43) rue Saint-Martin.
Il émigre bientôt avec sa femme à Philadelphie. Il passe pour avoir continué à faire du commerce à l’étranger et pour avoir acquis ainsi des ressources qui lui permirent, non seulement de ne pas souffrir matériellement des événements, mais encore de venir en aide à d’autres émigrés. Il quitte New York le 17 octobre 1796, sur le navire neutre le « Fox », à destination de Nantes. Il débarque, en règle avec la loi, muni d’un passeport du Comité de Salut Public daté du 27 nivose an III l’autorisant à se rendre aux États-Unis d’Amérique ; ce passeport a été visé à Philadelphie par le ministre plénipotentiaire de la République française. C’est à cette époque qu’il fit faire son portrait, et celui de sa femme, par Lecarpentier. On le trouve, sous le Directoire, habitant à Bordeaux, rue Arnaud Miqueu, où il a repris des opérations de négoce (1797 - 1798). 
Son passeport, délivré à « François Louis Boislandry » à Bordeaux en 1799, le décrit ainsi :
« Signalement : Taille : 1,83 ; Yeux : Brun ; Cheveux : Gris ; Visage : Ovale grave ; Nez : Un peu gros ; Menton : Rond ; Age : 48 ; Profession : Négociant ; Domicile : Bordeaux ; Pays d’origine : France (Seine) ; Commune d’origine : Paris ; Date de départ : 13 mars 1799 ; Destination : Suisse »

### Sous le Consulat
Sous le Consulat, il décida de retourner à Paris et s’établit 8 rue Française, division du bon conseil, 12 rue Vendôme, dans le marais, puis, à partir de 1818, 14 rue Poultier , à l’angle du quai de Béthune, dans l’île Saint-Louis. 
Il acheta le 15 messidor an VIII (4 juillet 1800) le domaine de Champgueffier, à La Chapelle-Iger (Seine-et-Marne), à Louis Silvy, pour la somme de 115 000 francs « en espèces d’or et d’argent ». Cette propriété, qui avait appartenu jadis à Jacques de Flesselles, comprenait le château de Champgueffier, un moulin à vent, les fermes de Champgueffier et de Vaux. « L’exploitation était presque abandonnée ; le château et les fermes tombaient en ruine, comme beaucoup d’autres bâtiments à cette époque troublée. » Il se consacra à la reconstitution de ce domaine qu’il agrandit en achetant les fermes voisines de la Chapelle-Iger et des Haut-Grès, ainsi que des bois. Il constitua ainsi une propriété qui, avec des parcelles détachées, formait un ensemble d’environ un millier d’hectares sur les communes de La Chapelle-Iger, Gastins, Voinsles, Puy et Pecy.

## Pensée politique
Il avait célébré en vers les charmes de l’agriculture, rendit, en prose, un hommage plus durable à la vie des champs dans son ouvrage intitulé Examen des principes les plus favorables aux progrès de l’agriculture, des manufactures et du commerce en France (Paris, Impr. de Cellot, chez Antoine-Augustin Renouard, 1815, 2 vol. in-8°, LIV-352 et 342 p.) Tome I en ligne Tome II en ligne.
L’auteur y propose un historique de l’agriculture en France, détaille les différents droits, la politique fiscale, évoque le problème des communes, désire le développement de l’instruction dans les campagnes, la fondation de Sociétés d’agriculture dans chaque département, d’une Chambre d’agriculture à Paris, etc. L'auteur est pour la liberté du commerce avec l’étranger, pour la libre-concurrence, contre les droits d’entrée, pour les expositions, les primes...
Ce livre constitue, non seulement un tableau complet de la situation économique dans laquelle se trouvait la France au début de la Restauration, mais encore une profession de foi politique. L’auteur y proclame son admiration pour l’œuvre libérale de la Constituante et sa foi dans le régime représentatif, mais il y maudit les responsables des violences révolutionnaires et vilipende le Gouvernement Impérial. Il met ses espérances dans la monarchie constitutionnelle. Les mêmes sentiments se retrouvent, à côté d’une étude sur la situation internationale de la France, dans la préface de son dernier livre, Des impôts et des charges des peuples en France (Paris, chez Bosange, 1824).